# Яцек Комуда
Яцек Лех Комуда (пол. Jacek Lech Komuda, 23 червня 1972) — польський письменник-фантаст та автор історичних творів. Дія більшості творів письменника відбувається в шляхетську епоху Польщі.

## Біографія
Яцек Комуда народився у 1972 році, за освітою є істориком. Перше оповідання під назвою «Чорна цитадель» (пол. Czarna Cytadela) він опублікував у журналі «Nowa Fantastyka» ще в 1991 році, проте повноцінну письменницьку кар'єру розпочав у 1999 році. Більшість творів Комуди описують історію середньовічної Польщі шляхетських часів, а головним героєм багатьох його творів є Яцек Дидинський — шляхтич-авантюрист. Перший роман письменника «Вовче гніздо» (пол. Wilcze gniazdo) вийшов друком у 2002 році. У 2005 році письменник розпочав цикл творів про життя Франсуа Війона романом «Іменем бестії» (пол. Imię bestii). У 2006 році Комуда опублікував один із найвідоміших своїх романів «Богун» (пол. Bohun), у якому розповідається про часи повстання під проводом Богдана Хмельницького. У 2007 році письменник опублікував фентезійний роман «Ланьцутський чорт» (пол. Diabeł łańcucki). У цьому ж році Комуда опублікував роман на морську тематику «Галеони війни» (пол. Galeony wojny), який отримав премію імені Леоніда Теліги. У 2009 році Комуда розпочав цикл творів «Орли на Кремлі» (пол. Orły na Kremlu), в якому описуються часи Лжедмитрія I. У 2021 році письменник опублікував роман про Завішу Чорного «Чорні хрести» (пол. Czarne krzyże).

### Цикл «Франсуа Війон»
- Іменем бестії (пол. Imię bestii, 2005)
- Єресіарх (пол. Herezjarcha, 2008)

### Цикл «Орли на Кремлі»
- Самозванець т.1 (пол. Samozwaniec tom 1, 2009)
- Самозванець т.2 (пол. Samozwaniec tom 2, 2010)
- Самозванець т.3 (пол. Samozwaniec tom 3, 2011)
- Самозванець т.4 (пол. Samozwaniec tom 4, 2013)
- Московська ледащиця (пол. Moskiewska ladacznica, 2017)

### Інші романи
- Вовче гніздо (пол. Wilcze gniazdo, 2002)
- Богун (пол. Bohun, 2006)
- Ланьцутський чорт (пол. Diabeł łańcucki, 2007)
- Галеони війни (пол. Galeony wojny, 2007)
- Вигнанець (пол. Banita, 2010)
- Хрестоносна заметіль (пол. Krzyżacka zawierucha, 2010)
- Зборовський (пол. Zborowski, 2012)
- Чорні хрести (пол. Czarne krzyże, 2021)